# Symphlebia venusta
Symphlebia venusta là một loài bướm đêm thuộc phân họ Arctiinae, họ Erebidae.